# Lopster
Lopster é um compartilhador de arquivos livre que oferece suporte à servidores do tipo Napster como o OpenNap  ou SlavaNap.
Foi desenvolvido por Markus Lausser para sistemas Linux utilizando bibliotecas GTK+. É disponibilizado sob a licença GNU General Public License.
Atualmente há versões também para sistemas operacionais Windows.